# Dziennik Ludowy
Dziennik Ludowy – polski socjalistyczny dziennik wydawany we Lwowie od 1918. W 1925 wychodził w nakładzie 6000 egzemplarzy.

## Historia
Redaktorem pisma był od 1919 Jan Szczyrek.
Pod tą samą nazwą ukazywał się w Warszawie dziennik w latach 1945–1949 i 1957–1994, jako organ SL, ZSL, PSL „Odrodzenie”, PSL. Równocześnie od listopada 1945 do listopada 1947 ukazywała się w Warszawie Gazeta Ludowa, jako organ PSL Mikołajczyka.